# Giovanni Pietro Volpi
Giovanni Pietro Volpi (Como, 15 maggio 1585 – Novara, 12 settembre 1636) è stato un vescovo cattolico italiano.

## Biografia
Nacque a Como nel 1585.
Divenne vescovo di Novara nel 1629 grazie anche alla fama dello zio, suo predecessore su tale cattedra episcopale, e subito iniziò una visita pastorale nella diocesi che si protrasse per quasi un anno.
Nel 1631 prese parte ai funerali del cardinale Federico Borromeo a Milano.
Morì a Borgomanero il 12 settembre 1636, mentre si trovava in viaggio per raggiungere il feudo di Riviera.

## Genealogia episcopale
La genealogia episcopale è:
- Cardinale Scipione Rebiba
- Cardinale Giulio Antonio Santori
- Cardinale Girolamo Bernerio, O.P.
- Arcivescovo Galeazzo Sanvitale
- Cardinale Ludovico Ludovisi
- Vescovo Giovanni Pietro Volpi